# بوخ (زاکسونی)-آنهالت
بوخ (زاکسونی)-آنهالت (به آلمانی: Buch) یک منطقهٔ مسکونی در آلمان است که در تانگرمونده واقع شده‌است. بوخ ۳۹۷ نفر جمعیت دارد.